# Rue de l'Amazone
La rue de l'Amazone (en néerlandais : Amazonestraat) est une rue bruxelloise sur les communes d'Ixelles et de Saint-Gilles qui va de la rue Defacqz à la rue de l'Aqueduc. Elle traverse le parvis de la Trinité.